# 第5回全米映画俳優組合賞
5th SAG Awards

1999年3月7日
キャスト賞 - 映画: 

恋におちたシェイクスピア
キャスト賞 - ドラマシリーズ: 

ER緊急救命室
キャスト賞 - コメディシリーズ: 

アリー my Love
第5回全米映画俳優組合賞は、1999年3月7日に発表された。

## 候補者及び受賞者一覧

### 映画

#### 主演男優賞
- ロベルト・ベニーニ - 『ライフ・イズ・ビューティフル』 - グイド・オレフィス役
  - ジョセフ・ファインズ - 『恋におちたシェイクスピア』 - ウィリアム・シェイクスピア役
  - トム・ハンクス - 『プライベート・ライアン』 - ジョン・ミラー役
  - イアン・マッケラン - 『ゴッド・アンド・モンスター』 - ジェイムズ・ホエール役
  - ニック・ノルティ - 『白い刻印』 - ウェイド・ホワイトハウス役

#### 主演女優賞
- グウィネス・パルトロー - 『恋におちたシェイクスピア』 - ヴァイオラ役
  - ケイト・ブランシェット - 『エリザベス』 - エリザベス1世役
  - ジェーン・ホロックス - 『リトル・ヴォイス』 - ローラ・ホフ役
  - メリル・ストリープ - 『母の眠り』 - ケイト・グルデン役
  - エミリー・ワトソン - 『ほんとうのジャクリーヌ・デュ・プレ』 - ジャクリーヌ・デュ・プレ役

#### 助演男優賞
- ロバート・デュヴァル - 『シビル・アクション』 - ジェローム・フェイチャー役
  - ジェームズ・コバーン - 『白い刻印』 - グレン・ホワイトハウス役
  - デイビッド・ケリー - 『ウェイクアップ!ネッド』 - マイケル役
  - ジェフリー・ラッシュ - 『恋におちたシェイクスピア』 - フィリップ・ヘンズロー役
  - ビリー・ボブ・ソーントン - 『シンプル・プラン』 - ジェイコブ・ミッチェル役

#### 助演女優賞
- キャシー・ベイツ - 『パーフェクト・カップル』 - リビー・ホールデン役
  - ブレンダ・ブレッシン - 『リトル・ヴォイス』 - マリー・ホフ役
  - ジュディ・デンチ - 『恋におちたシェイクスピア』 - エリザベス1世役
  - レイチェル・グリフィス - 『ほんとうのジャクリーヌ・デュ・プレ』 - ヒラリー・デュ・プレ役
  - リン・レッドグレイヴ - 『ゴッド・アンド・モンスター』 - ハンナ役

#### キャスト賞
- 『恋におちたシェイクスピア』
ベン・アフレック、ジュディ・デンチ、ジョセフ・ファインズ、コリン・ファース、グウィネス・パルトロー、ジェフリー・ラッシュ、イメルダ・スタウントン、トム・ウィルキンソン
  - 『ライフ・イズ・ビューティフル』
  - 『リトル・ヴォイス』
  - 『プライベート・ライアン』
  - 『ウェイクアップ!ネッド』

### テレビ

#### 男優賞（テレビ映画・ミニシリーズ）
- クリストファー・リーヴ - 『裏窓』 - ジェイソン・ケンプ役
  - チャールズ・S・ダットン - Blind Faith - チャールズ・ウィリアムズ役
  - ジェームズ・ガーナー - Legalese - ノーマン・キーン役
  - ベン・キングズレー - 『スウィーニー・トッド』 - スウィーニー・トッド役
  - レイ・リオッタ - 『ラット・パック/シナトラとJFK』 - フランク・シナトラ役
  - スタンリー・トゥッチ - 『ザ・ジャーナリスト』 - ウォルター・ウィンチェル役

#### 女優賞（テレビ映画・ミニシリーズ）
- アンジェリーナ・ジョリー - 『ジーア/悲劇のスーパーモデル』 - ジア・マリー・キャランジ役
  - アン＝マーグレット - Life of the Party: The Pamela Harriman Story - パメラ・ハリーマン役
  - ストッカード・チャニング - The Baby Dance - レイチェル・ラックマン役
  - オリンピア・デュカキス - Armistead Maupin's More Tales of the City - アニー・マドリーガル役
  - メアリー・スティーンバージェン - About Sarah - サラ・エリザベス・マッカーフリー役

#### 男優賞（ドラマシリーズ）
- サム・ウォーターストン - 『ロー&オーダー』 - ジャック・マッコイ役
  - デイヴィッド・ドゥカヴニー - 『Xファイル』 - フォックス・モルダー役
  - アンソニー・エドワーズ - 『ER緊急救命室』 - マーク・グリーン役
  - デニス・フランツ - 『NYPDブルー』 - アンディ・シポウィッツ刑事役
  - ジミー・スミッツ - 『NYPDブルー』 - ボビー・シモーン刑事役

#### 女優賞（ドラマシリーズ）
- ジュリアナ・マルグリーズ - 『ER緊急救命室』 - キャロル・ハサウェイ役
  - ジリアン・アンダーソン - 『Xファイル』 - ダナ・スカリー役
  - キム・デラニー - 『NYPDブルー』 - ダイアン・ラッセル刑事役
  - クリスティーン・ラーティ - 『シカゴ・ホープ』 - ケイト・オースティン医師役
  - アニー・ポッツ - Any Day Now - メリー・エリザベス・"M.E."・シムズ役

#### 男優賞（コメディシリーズ）
- マイケル・J・フォックス - 『スピン・シティ』 - マイケル・フラハティ役
  - ジェイソン・アレクサンダー - 『となりのサインフェルド』 - ジョージ・コスタンザ役
  - ケルシー・グラマー - 『そりゃないぜ!? フレイジャー』 - フレイジャー・クレイン役
  - ピーター・マクニコル - 『アリー my Love』 - ジョン・ケイジ役
  - デヴィッド・ハイド・ピアース - 『そりゃないぜ!? フレイジャー』 - ナイルズ・クレイン役

#### 女優賞（コメディ・シリーズ）
- トレイシー・ウルマン - Tracey Takes On... - 多数のキャラクター
  - キャリスタ・フロックハート - 『アリー my Love』 - アリー・マクビール役
  - リサ・クドロー - 『フレンズ』 - フィービー・ブッフェ役
  - ジュリア・ルイス＝ドレイファス - 『となりのサインフェルド』 - エレイン・ベネス役
  - エイミー・ピエッツ - 『キャロライン in N.Y.』 - アニー・スパダーロ役

#### アンサンブル賞（ドラマシリーズ）
- 『ER緊急救命室』
ジョージ・クルーニー、アンソニー・エドワーズ、ローラ・イネス、アレックス・キングストン、エリク・ラ・サル、ジュリアナ・マルグリーズ、ケリー・マーティン、グロリア・ルーベン、ノア・ワイリー
  - 『ロー&オーダー』
  - 『NYPDブルー』
  - 『ザ・プラクティス ボストン弁護士ファイル』
  - 『Xファイル』

#### アンサンブル賞（コメディシリーズ）
- 『アリー my Love』
キャリスタ・フロックハート、コートニー・ソーン＝スミス、グレッグ・ジャーマン、リサ・ニコル・カーソン、ジェーン・クラコウスキー、ヴォンダ・シェパード、ポーシャ・デ・ロッシ、ルーシー・リュー、ピーター・マクニコル、ギル・ベローズ
  - 3rd Rock from the Sun
  - 『そりゃないぜ!? フレイジャー』
  - 『フレンズ』

### 生涯功労賞
- カーク・ダグラス